# The Silver Spoons
The Silver Spoons est un groupe indie rock tchèque (de Louny) et anglais.

## Biographie
Fin 2018, le groupe publie la chanson He's Got My Money Now, enregistrée à Los Angeles avec le producteur Danny Saber, ancien producteur des Rolling Stones, David Bowie et U2. La chanson est accompagnée d'un clip dont le rôle principal est interprété par Richard Genzer.
La chanson devient un succès instantané dans les classements des radios, notamment ceux d'Evropa 2 et figure même dans le film Ce que veulent les hommes, avec Táňa Pauhofová dans un des rôles principaux. 
En 2019, le groupe remporte la catégorie Meilleur nouvel artiste 2018 dans le sondage Zebrik de iReport , et arrive second dans la catégorie Meilleur nouvel artiste, au sein des récompenses décernées annuellement par Evropa 2. 

## Membres actuels
Selon le site du groupe :
- Augustine Dunn - chant, guitare
- Jan Janíček - guitare basse
- Jaroslav Janda - guitare
- Štěpán Bína - batterie
- Dimitrije Maksimovic - claviers

## Distinctions
- 2019 - 1re place au IReport Music Awards 2018 (Zebrik) dans la catégorie "Meilleur nouvel artiste"
- 2019 - 2ème place dans la catégorie "Meilleur nouvel artiste" aux Europe 2 Music Awards

## Discographie

### Démo
- Man in the Making EP[Quand ?]

### Album
- He's Got My Money Now[Quand ?]